# Адольф VII (граф Гольштейн-Шауэнбурга)
Адольф VII (нем. Adolf VII.; ок. 1297 — 1353) — граф Шауэнбурга и Гольштейн-Пиннеберга с 1315 года.
Сын Адольфа VI и Елены фон Саксен-Лауэнбург. Наследовал отцу в 1315 году.
В 1316 году владения Иоганна II Гольштейн-Кильского захватили его внучатые племянники Герхард III фон Гольштейн-Рендсбург и Иоганн III фон Гольштейн-Плён как ближайшие родственники. Адольф VII имел такие же права на наследство и предъявил соответствующие претензии. Заключив союз с Дитмаршеном, он начал войну, но потерпел поражение в битве при Брамштедте (1317 год).

## Семья
Адольф VII был женат дважды. Первая жена — Гедвига фон Шваленберг.
Вторая жена (свадьба 1322) — Хейлвига цур Липпе (ум. 26 августа 1364/1369), дочь Симона I. Дети:
- Адольф VIII (ум. 1370), граф Гольштейн-Шауэнбурга
- Герхард (ум. 1366), епископ Миндена с 1361
- Симон (ум. 1361), архидиакон в Озене
- Оттон (ум. 1404) — граф Гольштейн-Шауэнбурга с 1366
- Адельгейда, жена Генриха IV фон Штернберга
- Мехтильда, монахиня.